# Nedjemibra
Nedjemibra (fl. XVIII-XVII secolo a.C.) è stato l'undicesimo sovrano, secondo il Canone Reale, della XIII dinastia egizia.

## Biografia
Sovrano noto attraverso il Canone Reale ed il cui nome è stato rinvenuto anche su due scarabei, uno proveniente dall'area di Menfi ed il secondo, forse, di provenienza palestinese (Hebron o Gerico).
Se la provenienza di questo reperto fosse accertata potrebbe indicare il permanere di contatti con l'area medio orientale

## Liste Reali
| N5 | M29 | G17 | Y1 | ib |

| N5 | M29 | G17 | Y1 | ib |

| N5 | M29 | G17 | Y1 | ib |

| N5 | M29 | G17 | Y1 | ib |

| N5 | M29 | G17 | Y1 | ib |

| N5 | M29 | G17 | Y1 | ib |

| N5 | M29 | G17 | Y1 | ib |

| N5 | M29 | G17 | Y1 | ib |

## Altre datazioni
| Autore | Anni di regno |
| ------ | ------------- |
| Ryholt | 1780a.C.      |
| Franke | 1736 a.C.     |